# GP Ouest-France 2008
72. edycja GP Ouest-France odbyła się 25 sierpnia 2008 roku. Trasa tego francuskiego, jednodniowego wyścigu liczyła 229,2 km ze startem i metą w Plouay.
Zwyciężył reprezentant gospodarzy Pierrick Fédrigo z grupy Bouygues Télécom.

## Wyniki
| M-ce | Imię i nazwisko        | Kraj      | Drużyna             | Czas                        |
| ---- | ---------------------- | --------- | ------------------- | --------------------------- |
| 1.   | Pierrick Fédrigo       | Francja   | Bouygues Télécom    | 5h 42' 44" (40,12 km/godz.) |
| 2    | Alessandro Ballan      | Włochy    | Lampre              | + 0"                        |
| 3    | David Lopez            | Hiszpania | Caisse d’Epargne    | + 3"                        |
| 4    | Allan Davis            | Australia | Mitsubishi-Jartazi  | + 13"                       |
| 5    | José Joaquín Rojas Gil | Hiszpania | Caisse d’Epargne    | + 13"                       |
| 6    | Arnaud Gérard          | Francja   | Française des Jeux  | + 13"                       |
| 7    | Greg Van Avermaet      | Belgia    | Silence-Lotto       | + 13"                       |
| 8    | Romain Feillu          | Francja   | Agritubel           | + 13"                       |
| 9    | Geoffroy Lequatre      | Francja   | Agritubel           | + 13"                       |
| 10   | Manuele Mori           | Włochy    | Scott-American Beef | + 13"                       |